# جبهة وطنية (كولومبيا)
الجبهة الوطنية (بالإسبانية: Frente Nacional)‏ كانت ائتلاف سياسي وانتخابي بين الليبراليين والمحافظين في كولومبيا في الفترة من عام 1958حتى عام 1974. أيضًا، فإنها تُشير إلى الفترة التاريخية لهذه السنوات سالفة الذكر. وكان من أهم ملامح هذه الفترة توالي أربع فترات رئاسية لمدة ستة عشر عامًا من تشكيل الحكومة الائتلافية؛ بالمثل التوزيع العادل للوزارات والبيروقراطية في فروع الحكومة الثلاثة وهي التنفيذية والتشريعية والقضائية؛ أيضًا يتم اختيار المرشح الرئاسي عقب الاتفاق بين الحزبين؛ إضافة إلى التوزيع المتساو للمقاعد البرلمانية حتى عام 1968. وكان الهدف الرئيسي من هذا الاتفاق السياسي هو إعادة تنظيم البلاد فيما بعد فترة رئاسة الجنرال جوستابو روخاس بينيا.
تحولت فترة ولاية الجنرال روخاس بينيا إلى ديكتاتورية شعبوية ووجود طرف ثالث قادر على إزاحة الاثنين التقليدين. وقد أدى هذا الفعل، إلى جانب الرغبة في إنهاء حالة العنف المميت بين الأشقاء الناتجة عن استقطاب الحزبين في كولومبيا، إلى توحد قادة الحزبين التقليديين وهما الليبرالي والمحافظ للتوصل إلى حل مشترك لحل المشكلات. ووقع كل من القائد الليبرالي ألبرتو ييراس كامارجو والقائد المحافظ لاوريانو جوميث ميثاق بنيدورم في 24 يوليو 1956 لإعلان بدء الجبهة الوطنية، حيث تناوب الحزبين على الرئاسة، وتشاركا البيروقراطية على مختلف مستويات. الحكومة بقدر متساوٍ حتى عام 1974. وبعبارة أخرى، كانت أربع فترات رئاسية، اتنين لصالح الحزب الليبرالي واتنين لصالح الحزب المحافظ. وكان الأول في هذه الولاية ألبرتو ييراس كامارجو من عام 1958 حتى عام 1962، بينما كان الأخير هو ميسايل باسترانا بوريرو في الفترة من عام 1970 حتى عام 1974.

## رؤساء كولومبيا إبان الجبهة الوطنية
| الفترة الرئاسية | الاسم                  | الحزب           |
| --------------- | ---------------------- | --------------- |
| 1958 - 1962     | ألبرتو ييراس كامارجو   | الحزب الليبرالي |
| 1962 - 1966     | جييرمو ليون بالنثيا    | حزب المحافظين   |
| 1966 - 1970     | كارلوس ييراس ريستريبو  | الحزب الليبرالي |
| 1970- 1974      | ميسايل باسترانا بوريرو | حزب المحافظين   |